# Elżbieta Szulc
Elżbieta Szulc,  ur. 23 maja 1959 – polska lekkoatletka, płotkarka, specjalizująca się w biegu na 100 metrów przez płotki, mistrzyni i reprezentantka Polski.

## Kariera sportowa
Była zawodniczką Legii Warszawa.
Na mistrzostwach Polski seniorek na otwartym stadionie wywalczyła trzynaście medali, w tym dziesięć w sztafecie 4 x 100 metrów - cztery złote: w 1981, 1982, 1983 i 1984, dwa srebrne: w 1977 i 1985 oraz cztery brązowe: w 1976, 1978, 1986 i 1987 oraz trzy w biegu na 100 m ppł - srebrny w 1984, brązowe w 1983 i 1985. 
W 1977 wystąpiła na mistrzostwach Europy juniorów, zajmując 5. miejsce w biegu na 100 m ppł, z czasem 14,00. 
Rekordy życiowe:
- 200 m: 24,23 (27.08.1978)
- 100 m ppł: 13,31 (5.08.1978)
- 400 m ppł: 61,41 (11.06.1981)